# Роберт Морей
Сер Роберт Морей (англ. Robert Murray, зустрічаються також варіанти написання прізвища Murrey, Murray; 1608 або 1609, Пертшир, Шотландське королівство — 1673, Лондон, Англія) — британський військовий і державний діяч, масон і натураліст. Один із засновників і де-факто перший президент Лондонського королівського товариства.